# Granbarkborre
Granbarkborre (Ips typographus), är en art i insektsordningen skalbaggar som tillhör familjen barkborrar. Den kallas ibland även för åttatandad barkborre.

## Kännetecken
Granbarkborren har en kroppslängd på 4,5 till 5,5 millimeter. Färgen är mörkbrun. På varje täckvinges bakre del finns en urgröpning som kantas av fyra så kallade "tänder".

## Utbredning
I Sverige är granbarkborren allmänt förekommande i hela landet.

## Levnadssätt

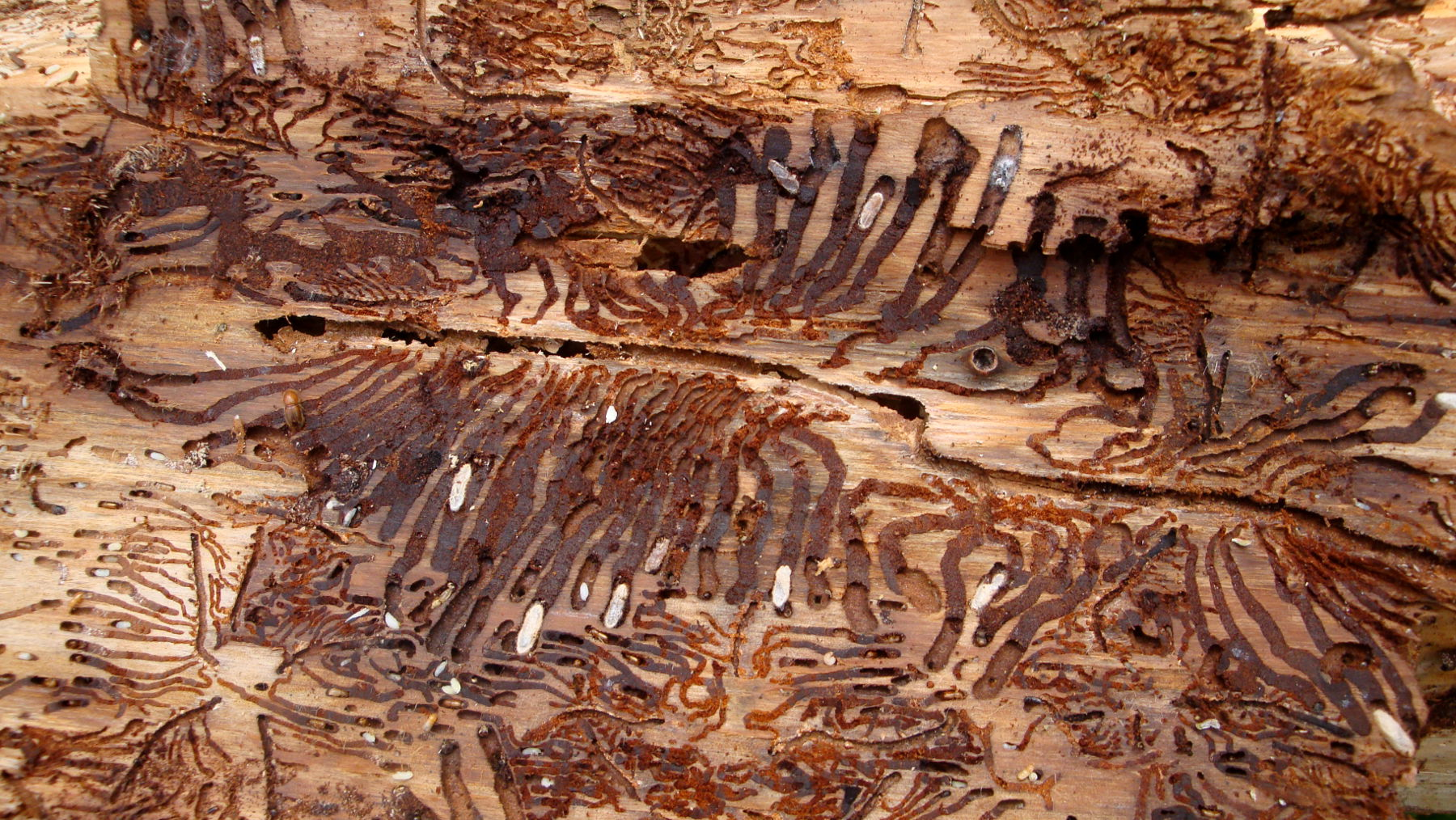
Gnag av granbarkborre under granbark

Förökningen sker genom att hanen gräver sig genom barken på en gran och gör en så kallad parningskammare under barken, där parningen sker. Varje hona (1-4st per hane) gräver sedan en modergång ut från parningskammaren i träfibrernas riktning. Längs väggarna lägger hon sina ägg och efter kläckningen äter larverna egna gångar vinkelrätt ut från modergången. På detta sätt uppstår det för arten karakteristiska gnagmönstret på träet direkt under barken. Från modergången och utåt, kan det tydligt ses hur varje larvgång blir bredare ju längre ut den kommer. Detta beror på att larven växer och utvecklas till flygfärdig insekt. Varje larvgång avslutas följaktligen sedan med ett utflygshål.

## Förhållande till människor
Granbarkborren kan uppträda som en svår skadeinsekt på gran. Den angriper främst försvagade granar, men även obarkat timmer kan bli angripet. Obarkat virke (avverkat eller stormfällt) måste forslas bort ur granplanteringar och granskog innan det legat länge, om man vill minska spridning av granbarkborre. I synnerhet i samband med stormfällning av granskog kan massförökning ske och då finns risk för att även friska träd angrips. Timmer och massaved får nedsatt kvalitet, eftersom granbarkborren för med sig blånadssvampar som missfärgar splintveden. I den svenska skogsvårdslagen finns anvisningar om hur stor volym per hektar av vindfällda granar som får finnas, och hur länge obarkat virke får lagras i skogen.
Träd som granbarkborren dödat utgör livsrum för en lång rad organismer under många år. Klibbticka koloniserar döda granar och en rad insekter lever i dess fruktkroppar och den mycelrika veden.

## Externa länkar

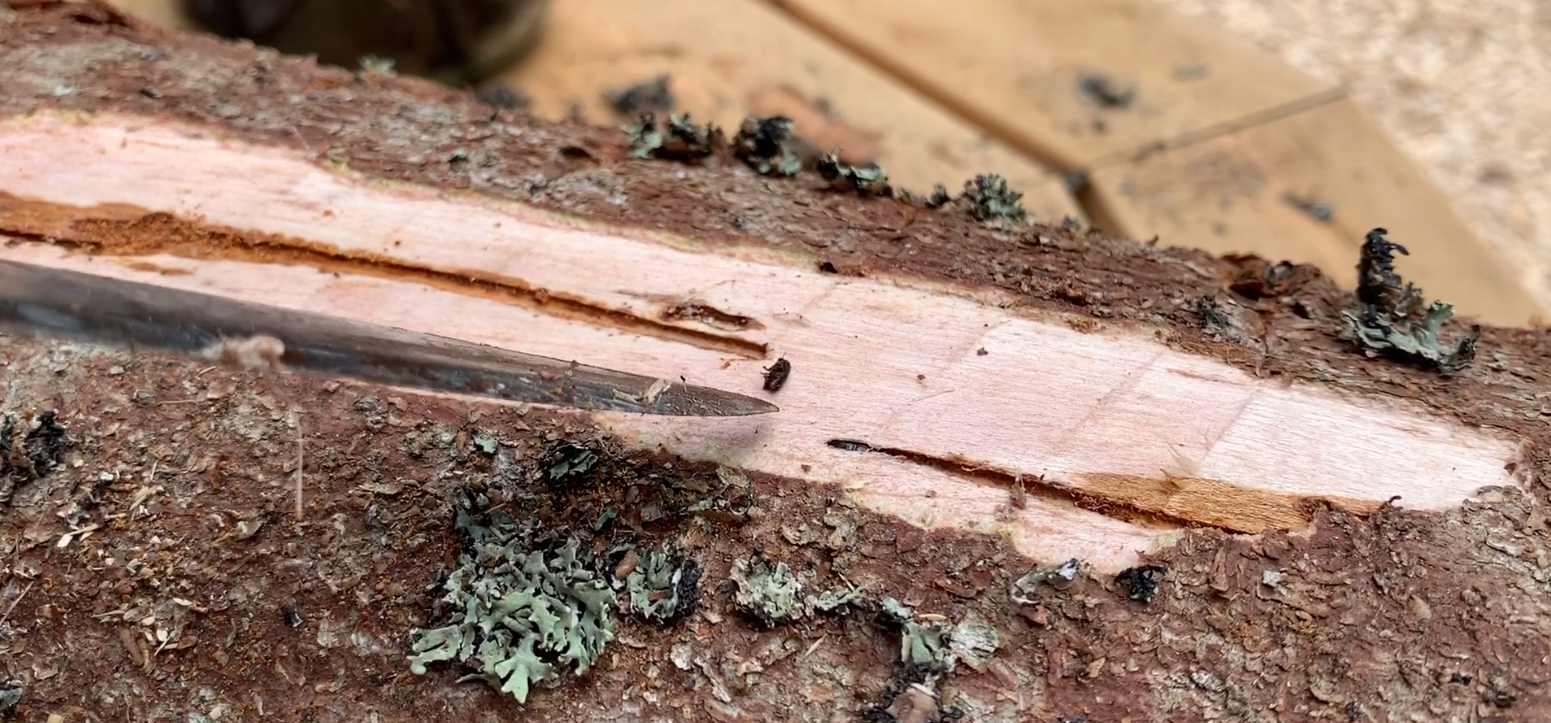
Granbarkborre gnager sig genom en träbit av gran

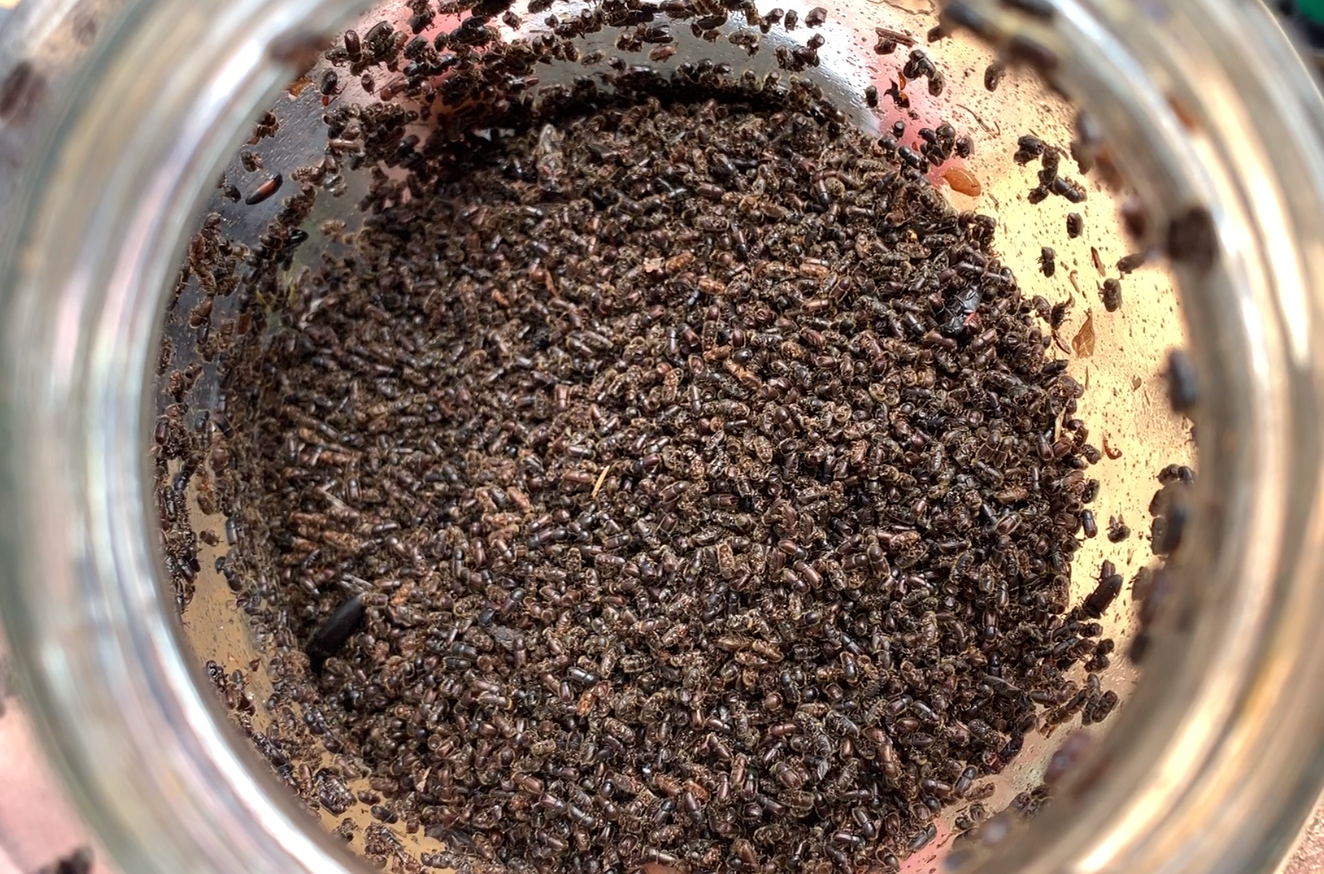
Glasburk med granbarkborrar